# Body Better
«Body Better» — песня английской певицы-песенницы Мэйси Питерс. Она была выпущена 27 января 2023 года на лейблах Gingerbread Man и Asylum Records в качестве лид-сингла с её второго альбома The Good Witch (2023).
Питерс заявила, что «Body Better» — её самая личная песня, поскольку её текст исследует уязвимость после расставания, а также размышления о том, что у новой девушки её бывшего партнера тело лучше, чем у неё. Эмоциональная лирика сочетается с бодрящим поп-инструменталом. Песня была хорошо принята критиками, которые высоко оценили лирическое содержание, продюсирование и вокал Питерс.

## Общая информация и релиз
После своего дебютного альбома You Signed Up for This (2021) Питерс провела 2022 год, выпуская капельные синглы, которые не являлись частью более крупного проекта. Среди них были «Cate’s Brother», «Blonde» и «Not Another Rockstar», в которых Питерс исследовала жанр поп-рока. Питерс знала, что они не войдут в проект, но хотела поделиться как можно большим количеством музыки. 1 января 2023 года она написала, что с началом нового года для неё наступает новая музыкальная эра. Она разместила фотографию с надписями: «Я была добра к тебе», и подписала её: «Большую часть прошлого года я провела, разрабатывая и создавая, строя и разрушая, сочиняя, сочиняя и сочиняя. теперь наступил новый год […] так что я собираюсь начать показывать вам то, что я придумала». Через несколько дней она написала в Твиттере: «Ты любишь её?», что дало фанатам понять, что она делится текстом из будущей песни.
5 января 2023 года Питерс объявила песню «Body Better» ведущим синглом ещё не вышедшего второго альбома, но не назвала дату его выхода. Она описала её как «песню об уязвимости и тихой, запретной ярости; о сердечной боли и неуверенности, укоренившихся так глубоко, что не знаешь, где они начинаются или заканчиваются.» Через неделю она назвала дату выхода песни — 27 января. Песня была выпущена на лейблах Gingerbread Man и Asylum Records. Музыкальное видео, режиссёром которого выступила Миа Барнс, было выпущено 7 февраля, в нём Питерс запечатлена кладбище. Через неделю она объявила, что песня «Body Better» стала ведущим синглом альбома The Good Witch.

## Композиция и слова
В звуковом плане «Body Better» — это поп-песня, в которой используются элементы синти и электро. В ней используются как электронные, так и акустические инструменты. Песня начинается с инструментов и вокала Питерс. Энергичные звуки контрастируют с «мощным лиризмом». Питерс написал песню вместе с Инес Данн и Матиасом Теллесом, последний из которых также выступил её продюсером.
Лирическое содержание «Body Better» исследует Питерс после расставания, задаваясь вопросом, что она могла сделать, чтобы вызвать это, а также что она могла бы изменить, чтобы предотвратить это. В песне Питерс говорит о незащищенности и уязвимости «отдавая большую часть себя тому, кто решил, что больше не хочет этого». В припеве она задается вопросом, сможет ли она соответствовать идеалам своего бывшего партнера и общественным стандартам красоты, спрашивая: "Есть ли у неё тело лучше моего? ". В бридже песни продюсеры начинают петь в более быстром темпе, представляя «поток переживаний и страхов, которые вы испытываете после расставания». Песня стала одним из самых честных релизов Питерс, и она назвала её самой личной песней на сегодняшний день.

## Оценки критиков
После выхода песни Rolling Stone, Billboard, Consequence и Seventeen высоко оценили «Body Better». Анжела Грачинк (Glasse Factory) сказала, что название песни не было раскрыто, но текст оставил у неё разбитое сердце. Она похвалила Питерс за то, что та «прекрасно» передала эмоции расставания. Лекси Лейн из Uproxx восхитилась тем, что эмоциональное содержание лирики не «тянет песню вниз» благодаря «бодрящему поп-инструменталу и супер запоминающемуся припеву». Imprint Entertainment высоко оценили музыкальный рост Питерс и были рады, что лид-сингл демонстрирует «эволюцию [ее] признанного дневникового стиля написания песен».
Нмесома Окечукву из Euphoria отметил, что Питерс потребовалось некоторое время, чтобы найти свое уникальное звучание, но она считает, что нашла его в этой песне. Фил Арнольд, написавший для Music Talkers, был удивлен многочисленными аспектами песни. Он ожидал, что это будет песня в стиле 80-х годов о позитивном отношении к телу. После прослушивания он был ошеломлен тем, как песня вскоре превратилась в очень актуальную песню с текстом, который считается противоположным бодипозитиву. Он также был удивлен резким окончанием трека. Несмотря на свою первоначальную реакцию, ему понравилась песня «Body Better» и он нашел её запоминающейся. CelebMix написал, что в песне выделяется вокал Питерса, а также похвалил производство.

## Чарты
| Чарт (2023)                        | Высшая позиция |
| ---------------------------------- | -------------- |
| Новая Зеландия (Recorded Music NZ) | 23             |

## История релиза
| Страна    | Дата           | Формат                       | Лейбл              | Источник |
| --------- | -------------- | ---------------------------- | ------------------ | -------- |
| Различные | 27 января 2023 | Цифровое скачивание стриминг | Gingerbread Asylum | [ 24 ]   |